# Dope D.O.D.
I Dope D.O.D. sono un gruppo musicale hip hop olandese di Groninga, formatosi nel 2006. Il gruppo è caratterizzato da un Hardcore Rap con elementi Dubstep e Drum and Bass ed è composto da Skits Vicious, Jay Reaper, dal DJ Dr. Diggles e in precedenza da Dopey Rotten.

## Carriera
Il 30 gennaio 2011 il gruppo pubblicò il singolo "What Happened" che raggiunse un buon successo mondiale con più di 30 milioni di visualizzazioni su YouTube, prima dell'uscita dell'album Branded, pubblicato il 23 settembre dello stesso anno, 4 mesi dopo il loro primo EP The Evil E.P.. Due anni dopo, pubblicarono il loro secondo album in studio Da Roach e vinsero un premio all'European Border Breaker Awards con il loro album Branded. Sempre nello stesso anno, il gruppo collaborò con il rapper italiano Salmo nel singolo "Blood Shake". Nel 2014 pubblicarono il loro terzo album in studio Master Xploder, una collaborazione con il gruppo hardcore rap statunitense Onyx nel brano "WakeDaFucUp" e una partecipazione con il DJ austriaco Mefjus nel singolo "Godzilla". Nel febbraio 2015 il gruppo pubblicò il suo secondo EP The Ugly, che contiene una collaborazione con gli artisti italiani Nitro e DJ Slait nel brano "Bad Taste" e a maggio dello stesso anno pubblicarono il loro terzo EP Battle Royal in cooperazione con il collettivo grime britannico Virus Syndicate. Nel giugno 2015 Dopey Rotten lasciò il gruppo per motivi di salute. Nel 2017 il gruppo contribuì insieme con gli Onyx alla pubblicazione dell'album Shotgunz In Hell.

## Formazione
- Skits Vicious
- Jay Reaper
- Dr. Diggles
- Dopey Rotten (2006-2015)

## Discografia

### EP
- 2011 - The Evil E.P.
- 2015 - The Ugly E.P.
- 2015 - Battle Royal (con i Virus Syndicate)
- 2018 - The System Reboot E.P.
- 2020 - Sick6ix (con gli Słon)
- 2022 - The Cancelled EP
- 2024 - Trigger Treat (con Bizarre)

### Album in studio
- 2011 - Branded
- 2013 - Da Roach
- 2014 - Master Xploder
- 2017 - Shotgunz In Hell (con gli Onyx)
- 2019 - Do Not Enter
- 2021 - The Whole Planet Shifted

### Mixtape
- 2016 - Acid Trap